# Михаило-Архангельский собор (Кокшетау)
Храм во и́мя Архистрати́га Бо́жия Михаи́ла (каз. Михаил-Архангел ғибадатханасы; разговорное — Михаи́ло-Арха́нгельский собо́р) — приходская церковь Кокшетауской епархии Русской православной церкви (РПЦ), расположенный в Кокшетау (Кокчетаве) на улице Валиханова, 68 (ранее улица называлась Южной). Является архитектурной и культурной достопримечательностью Кокшетау.
С 2011 по 2021 год храм был кафедральным собором Кокшетауской епархии (в настоящее время кафедральным является храм Воскресения Христова).
Существующее сооружение, построенное в 1949 году, является перенесённой версией одноимённого храма, ранее расположенного в городском парке Кокшетау и разобранного в 1949 году. Приход имеет крестильное здание, здание воскресной школы и просфорни, кирпичную колокольню, жилой дом, трапезную.
Памятник архитектуры местного значения.

## История

### Основание — конец XIX века
Первый деревянный храм во имя святого Архистратига Михаила был построен в 1895 году на территории Центрального городского сада Кокшетау.
Горожане обратились к епископу Омскому и Семипалатинскому Григорию (Полетаеву), который освятил церковь 6 июня 1896 года. Ведущая к ней улица стала именоваться Михаило-Архангельской.
Церковно-приходское попечительство открыто в 1900 году. На пасхальной седмице причт посещал все дома прихожан со святым крестом, после проводили обход со святыми иконами по домам прихода.

### Революция и закрытие храма
2 февраля 1918 года Советом народных комиссаров принят декрет об отделении государства и школы от церкви.
5 апреля 1923 года — передача имущества в связи с отделением церкви от государства и школы от церкви. Настоятель-священник Иоанн Маслов.
В апреле 1923 года проведены ревизии и составлены описи имущества Георгиевской и Михаило-Архангельской церквей, подсчитано количество икон, подсвечников, колоколов, облачений. Всё описанное под расписку было передано священникам и церковным старостам. Из описи:

«Церковь и колокольня имеют пять глав: одна над алтарем, другая над серединою церкви, третья и четвёртая по бокам храма и пятая над колокольнею. Все главы покрыты вызолоченным железом и заканчиваются вызолоченными крестами, иконостас деревянный, выкрашен красной краской, резьба и колонны вызолочены».
В дек. 1937 г. власти попытались забрать у общины Михаило-Архангельский храм..
6 апреля 1939 года на общем собрании религиозного общества города Кокчетава, было решено «передать Михайловскую церковь в распоряжение горсовета со всем церковным имуществом».
На внеочередном заседании Президиума горсовета от 20 апреля 1939 года принято решение о перестройке храма под городской клуб. Верующие обратились с просьбой в горисполком о разрешении совершать богослужение в церкви Архангела Михаила хотя бы до 10 мая 1939 года, дабы иметь возможность привести в порядок Георгиевскую церковь, в прошении также была указана просьба зарегистрировать священника Николая Васильевича Обододовского для служения в храме.
30 декабря 1939 года «в целях улучшения благосостояния трудящихся жителей города» была утверждена смета по благоустройству г. Кокчетава на 1940 год. Под № 1 в смете значилось «переоборудование церкви под городской клуб — 82 600 рублей».
10 апреля 1940 года — решением горсовета передача здания Михаило-Архангельской церкви под клуб в ведомстве промартели сроком на 15 лет.
С 1940 по 1947 год, с оборудованной на месте алтаря сценой, церковь Архистратига Михаила была городским клубом.

### Возврат верующим — разбор и перенос церкви (1947—1949)
В 1947 году рубленное из брёвен здание церкви было разобрано и перенесено на пустырь вдоль нынешней улицы имени Уалиханова благодаря вмешательству архиепископа Алма-Атинского Николая (Могилевского), который послал телеграмму в Москву в Совет по делам Русской православной церкви с требованием вернуть храм верующим.
3 июня 1949 года — начало строительства храма Архангела Михаила на новом месте. 12 сентября воздвигнутое на новом месте силами прихожан здание церкви Архангела Михаила было принято в эксплуатацию. Священник — Матвей Раков.
В ноябре 1949 года — освящение вновь выстроенного храма. Несмотря на попытку властей в следующем году расторгнуть договор с общиной и упразднить приход, церковь не была закрыта. 24 ноября священником храма Архистратига Михаила зарегистрирован Александр Игумнов. 15 февраля 1950 года — договор о передаче здания церкви верующим.
12 мая 1950 года церковь была закрыта. Священник Максим Ломакин ходатайствовал перед властями об открытии церкви и возобновлении богослужений.
7 февраля 1954 года были проведены перевыборы церковного совета и ревизионной комиссии. Настоятелем служит Максим Ломакин.
1 июня 1956 года настоятелем храма был назначен Иосиф (Чернов), ранее глава Казахстанского митрополичьего округа.
С 1973 по 1975 год в храме служил священником Амвросий Шульгай, назначенный митрополитом Иосифом. 27 января 1975 года назначен служить протоиерей Виктор Голубев.
2 января 1987 года епископ Алма-Атинский и Казахстанский Евсевий (Саввин) назначил настоятелем храма протоиерея Василия Качанкина. В 1989 году протоиерей Амвросий Шульгай повторно назначен в штат храма епископом Евсевием (Савиным).
В мае 1991 года Кокчетавским городским советом народных депутатов принято решение разрешить Михаило-Архангельской церкви построить здание «крестильни» на территории церкви.
В 2011 году Михайловский храм стал кафедральным собором Кокшетауской и Акмолинской епархии.
По состоянию на май 2025 года в храме Архистратига Михаила служат: настоятель храма  протоиерей Константин Копнин,протоиерей Василий Качанкин, иеромонах Власии (Кайдан), иерей Виктор Горбунов, диакон Андрей Куляс.
Приход имеет крестильное здание, здание воскресной школы и просфорни, кирпичную колокольню, жилой дом, трапезную. Общая площадь 250 м².

## Описание
Первоначально церковь представляла собой крестообразный в плане храм, построенный в типичном для деревянного зодчества второй половине XIX века русском стиле, с крупным луковичным куполом над восьмериком основного объёма и колокольней с высоким шатровым куполом.

## Святыни храма
В кафедральном соборе Святого Архистратига Михаила находятся иконы, написанные на святой горе Афон:
- икона Богородицы «Скоропослушница» (написана в конце XIX — начале XX века);
- икона Богородицы «Достойно есть» (написана в 1911 году);
- икона великомученика и чудотворца Пантелеимона (написана в конце XIX века).

## Настоятель
- протоиерей Константин Копнин[3]